# Jordi López i Camps
Jordi López Camps (nascut el 28 de març de 1950) va ser director de l'administració pública i especialista en afers religiosos. Va entrar a l'escoltisme, i més tard va ser educador-cap escolta a l'Associació Escolta de Sant Antoni Abat. Després del seu doctorat en biologia a la Universitat de Barcelona passà per l'Escola Superior d'Administració i Direcció d'Empreses (ESADE) en Gestió Pública, i pel màster en Qualitat de la Formació per l'Institut Nacional d'Administració Pública. Va entrar a la Diputació de Barcelona on va ser nomenat Cap de Servei de Formació Local del 1993 al 2006. Va ser nomenat director general d'Afers Religiosos del govern de la Generalitat de Catalunya l'any 2006. Ha sigut president de la Comissió Executiva del Patronat de la Muntanya de Montserrat adscrit a la Presidència de la Generalitat del 2006 al 2011. Fou gerent dels Serveis de Cultura de la Diputació de Barcelona de febrer de 2012 a març de 2013. Actualment és assessor del Comissionat d'Immigració i Acció Comunitària de l'ajuntament de Barcelona. És membre de la Xarxa Catalunya Religió.com.
Durant els seus estudis de biologia es vinculà al Sindicat Democràtic d'Estudiants de la Universitat de Barcelona, i seguidament entrà al Grup Cristià de Defensa dels Drets Humans. Va formar part del grup de no alineats de l'Assemblea de Catalunya i va integrar-se als Cristians pel Socialisme. Més tard va afiliar-se a l'organització política Bandera Roja i al Partit Socialista Unificat de Catalunya (PSUC). Posteriorment va entrar al Partit Socialista de Catalunya (PSC) on milità des de principis dels anys 1970 fins a inicis del 2014. Actualment forma part del grup promotor de la plataforma política Volem. Sobiranistes d'Esquerres.

## Llibres
- López Camps, Jordi; Leal Fernández, Isaura. Aprender liderazgo político..  Barcelona: Paidos Ibérica, 2005.
- López Camps, Jordi. Planificar la formación con calidad.  CissPraxis,, 2005.
- López Camps, Jordi; Leal Fernández, Isaura. Aprender a planificar la formación.  Barcelona: Paidos Ibérica, 2002.
- López Camps, Jordi; Leal Fernández, Isaura. Cómo aprender en la sociedad del conocimiento.  Barcelona: Epise, 2002.
- López Camps, Jordi; Leal Fernández, Isaura. E-gobierno: gobernar en la sociedad del conocimiento.  Oñati : Instituto Vasco de Administración Pública = Herri-Arduralaritzaren Euskal Erakundea,, 2001.
- López Camps, Jordi; Gadea Carrera, Albert. Una nueva administración pública: estrategias y métodos para mejorar la calidad y la eficiencia del e-Gobierno.  Gestión 2000, 1995.
- López Camps, Jordi; Gadea Carrera, Albert. Servir al ciudadano: gestión de la calidad en la administración pública, 1992.
- López Camps, Jordi; Semir, Agustí. El pluralisme polític dels cristians, 1977.